# Ајхелберг (Гепинген)
Ајхелберг (њем. Aichelberg) општина је у њемачкој савезној држави Баден-Виртемберг. Једно је од 38 општинских средишта округа Гепинген. Према процјени из 2010. у општини је живјело 1.284 становника. Посједује регионалну шифру (AGS) 8117002.

## Географија
Ајхелберг се налази у савезној држави Баден-Виртемберг у округу Гепинген. Општина се налази на надморској висини од 482 метра. Површина општине износи 4,0 km².

## Становништво
У самом мјесту је, према процјени из 2010. године, живјело 1.284 становника. Просјечна густина становништва износи 320 становника/km².